# توج T10F
توج T10F هي سيارة سيدان كهربائية بالكامل ذات 5 أبواب بسقف منحني حتى الظهر من إنتاج شركة صناعة السيارات التركية توج. سيتم تقديمها في عام 2024، وهي السيارة الثانية بعد توج T10X التي صممها توج من بين جميع الطرازات الخمسة المخطط لها بحلول عام 2030.

## التقديم
تم تقديم T10F من قبل شركة صناعة السيارات التركية توج في 9 يناير 2024، خلال معرض الإلكترونيات الاستهلاكية 2024 الذي أقيم في لاس فيغاس.